# Guillermo Perry Rubio
Guillermo Perry Rubio (Samacá, Boyacá, Colombia; 13 de octubre de 1945-Baltimore, Estados Unidos; 27 de septiembre de 2019) fue un economista, político y escritor colombiano.
Fue ministro de hacienda en el gobierno del presidente Ernesto Samper y fue elegido por elección popular para integrar el Senado de Colombia como miembro del Partido Liberal. Entre 1996 y 2007 fue economista jefe para América Latina y el Caribe en el Banco Mundial. Fue profesor distinguido de la Facultad de Economía de la Universidad de los Andes y columnista del periódico El Tiempo.

## Biografía

### Estudios
Perry realizó sus estudios básicos en el Gimnasio Moderno de la ciudad de Bogotá. Allí, cuando cursaba el último grado de bachillerato, aún no tenía definido que quería estudiar. Sus preferencias se inclinaban a la literatura, las matemáticas y la filosofía, aunque posteriormente, aconsejado por su tío Gustavo Perry, profesor de la Universidad Nacional de Colombia, decidió estudiar ingeniería eléctrica.
En su último año de carrera, en la Universidad de los Andes, tomó el curso "Economía de la Ingeniería" el cual lo motivó a posteriormente realizar estudios en economía. Al graduarse le ofrecieron un trabajo en el Departamento Nacional de Planeación, sin embargo, para ejercerlo necesitaba de mayores conocimientos en el sector económico, para lo cual realizó el mágister en economía en su alma mater. 
Dos años después decidió hacer un doctorado en economía. Fue aceptado en la Universidad de Harvard y en el Instituto Tecnológico de Massachusetts (MIT), escogió el MIT porque éste tenía una mayor orientación matemática y además le permitía obtener un grado mixto con Investigación Operacional. Allí se especializó en el campo de política fiscal, ayudando a hacer reformas tributarias de países como Indondesia, Checoslovaquia, Macedonia, Gambia, Ecuador y Venezuela.

### Trayectoria

#### Política
Al terminar sus exámenes doctorales fue ofrecido para ser director de la Unidad de Coordinación Presupuestal del Departamento Nacional de Planeación, lo cual aceptó. Luego fue nombrado Secretario General de Planeación, sin embargo, renunció al cargo cuando se posicionó el gobierno de Misael Pastrana. 
Después de su renuncia, fue invitado por Rodrigo Botero a hacer parte del naciente Fedesarrollo y posteriormente regresó al MIT a terminar su tesis doctoral, la cual era asesorada por el nobel de economía Robert Solow. 
Luego de volver a Colombia, Alfonso López Michelsen, presidente recién electo, lo llamó a ser parte del equipo del Ministerio de Hacienda junto con Rodrigo Botero, Miguel Urrutia, Jorge Ramírez Ocampo, 'Pacho Ortega' y Roberto Junguito Bonnet. En 1974 le pidieron preparar una reforma tributaria, la cual fue según expertos la más importante de la segunda mitad del siglo XX.
En 1986 fue nombrado Ministro de Minas y Energía por el presidente Virgilio Barco. Desde allí implementó políticas como el Programa de Gas para el Cambio, estableció una estructura tarifaria eléctrica a nivel nacional e inició la reestructuración financiera del sistema eléctrico. 
Participó en la Asamblea Nacional Constituyente de 1991, donde contribuyó en temas económicos y sociales, además apoyó la implemenación los derechos colectivos y las acciones populares que permiten a los ciudadanos defenderlos. 
Ernesto Samper lo nombró Ministro de Hacienda en 1994. Allí, implementó una reforma tributaria que permitió adquirir los recursos para llevar a cabo el Plan de Salto Social. En 1996 renunció al cargo, indignado a causa del Proceso 8000, el cual acusaba a la campaña de Samper de haber aceptado dinero del Cartel de Cali. En ese entonces decidió que no volvería al sector público ni a participar activamente en la política.

#### Perry y la crisis hipotecaria de finales de los 90s en Colombia
Durante su ejercicio como Ministro de Hacienda y por ello, presidente de la Junta Directiva del Banco de la República, en su primera intervención en la Junta, presentó y suscribió la resolución externa 26 del 9 de septiembre de 1994, la cual cambió la forma de cálculo de los intereses hipotecarios UPAC (de largo plazo) atándolos a una proporción alta (74%) de la DTF (tasa de interés de dinero a corto plazo). Ese alza desmesurada de las tasas de interés produjo una crisis hipotecaria de tal magnitud que las obligaciones de los deudores del UPAC se dispararon en apenas 3 años y muchos de ellos perdieron sus inmuebles, que en 1997 y hasta 2001 produjo que decenas de miles de familias debieran entregar los inmuebles a los bancos sin recuperar su dinero siquiera parcialmente, acompañado ello de olas de embargos, quiebras familiares y empresariales, suicidios y otras situaciones difíciles. Los bancos volverían luego a vender esos predios con un nuevo sistema que se creó para superar al Upac: el UVR. Esta situación lo mantuvo -así como al mismo presidente Samper-, bajo las críticas de gran parte de la sociedad, que lo vio como un favorecimiento al sector financiero y a sus gremios, con los cuales, como con el periódico El Tiempo -de propiedad del magnate financiero Luis Carlos Sarmiento Angulo- mantuvo siempre una relación muy cercana.

#### Banco Mundial
Al enterarse de su renuncia, los presidentes del Banco Mundial y del BID le ofrecieron trabajar en una vicepresidencia. Sin embargo, Perry expresó que prefería un trabajo técnico, para lo cual fue nombrado Economista Jefe del Banco Mundial para América Latina y el Caribe. Permaneció en el cargo durante más de once años, desde el cual junto con su equipo elaboró y publicó más de veinte libros sobre temas críticos del desarrollo de América Latina. Tuvo la oportunidad de trabajar con Joseph Stiglitz, con quien organizó el Global Development Network.

### Academia
Posterior a su salida del Banco Mundial, se vinculó de nuevo a Fedesarrollo como Investigador Asociado y miembro del Consejo Directivo. Además fue profesor visitante en la Escuela de Gobierno John F. Kennedy de la Universidad de Harvard entre el segundo semestre de 2009 y el primer semestre de 2010.
Guillermo Perry fue profesor distinguido de la Universidad de los Andes donde enseñaba medio tiempo, dirigió tesis e hizo investigación junto con colegas. Igualmente dedicaba su tiempo a cuatro organizaciones internacionales en temas de desarrollo (el GDN, el Centro para el Desarrollo Global y el Woodrow Wilson Institute, en Washington y el CAF-Banco de Desarrollo de América Latina). Participó activamente en conferencias académicas regionales e internacionales y fue columnista del periódico El Tiempo.

## Obras
Algunos de sus libros son: From Natural Resources to the Knowledge Economy - Trade and Job Quality (2001); Securing Our Future in a Global Economy (2000), en colaboración con David de Ferranti, Indermit S. Gill y Luis Servén; Beyond the Center: Decentralizing the State (1999); Beyond The Washington Consensus: Institutions Matter (1998); Poverty Reduction and Growth, Virtous and Vicious Circles (2006); Informality, Exit and Exclusion (2007); Beyond Lending, How Multilateral Banks can help Developing Countries Manage Volatility (2009).
Además fue compilador de: Fiscal Reform and Structural Change in Developing Countries, Vol. 1 and 2 (2000), Decentralization and Accountability (2000), Banks and Capital Markets in LAC (1999), Towards Open Regionalism (1998), Currency Boards and External Shocks: How Much Pain, How Much Gain? (1997) y coeditor de Dealing with Public Risk in Private Infrastructure (1997). Ha escrito también numerosos artículos sobre macroeconomía, política fiscal, política financiera, finanzas internacionales y política energética.
Su última obra, Decidí Contarlo (2019), fue publicada en agosto y habla sobre 50 años de política y economía en Colombia.